# Late Night Tales: Hot Chip
 (avril 2021).
Albums de Late Night Tales
Late Night Tales: Floating Points
(2019) Late Night Tales: Khruangbin
(2020)
Late Night Tales: Hot Chip est un album de Hot Chip sorti le 2 octobre 2020 et faisant partie de la série de compilations Late Night Tales.

## Liste des chansons
| No  | Titre                                                              | Durée |
| --- | ------------------------------------------------------------------ | ----- |
| 1.  | At Dawn (Christina Vantzou)                                        |       |
| 2.  | Nothing’s Changed (Hot Chip)                                       |       |
| 3.  | King In My Empire (Rhythm and Sound et Cornell Campbell)           |       |
| 4.  | Have You Passed Through This Night (Pale Blue)                     |       |
| 5.  | Femme Cosmic (Suzanne Kraft)                                       |       |
| 6.  | To The Moon And Back (Fever Ray)                                   |       |
| 7.  | Much To Touch (Planningtorock)                                     |       |
| 8.  | 0.618 (Charlotte Adigéry)                                          |       |
| 9.  | Hey Moloko (Mike Salta)                                            |       |
| 10. | Somewhere I Have Never Traveled (For Coral Evans) (Matthew Bourne) |       |
| 11. | Candy Says (Hot Chip)                                              |       |
| 12. | Who I Am And Why Am I Here (Kaitlyn Aurelia Smith)                 |       |
| 13. | The Long Miles (About Group)                                       |       |
| 14. | Workaround Two (Beatrice Dillon)                                   |       |
| 15. | World within worlds (Exclusive Track) (Hot Chip)                   |       |
| 16. | The Bomb (Daniel Blumberg)                                         |       |
| 17. | Ode (Nils Frahm)                                                   |       |
| 18. | None Of These Things (Exclusive Track) (Hot Chip)                  |       |
| 19. | Finnegans Wake (Exclusive Spoken Word Piece, Neil Taylor)          |       |